# Kring van Dorth
Kring van Dorth est un village néerlandais situé dans la commune de Lochem, en province de Gueldre. Au 1er janvier 2021, il compte 285 habitants.